# Architecture in Helsinki
Architecture in Helsinki is een Australische indie-popgroep, die voornamelijk twee pop maakt: directe popmuziek met vaak vrolijke, zoete melodieën. De muziek van de band is vaak versnipperd en onconventioneel. Hierom wordt Architecture in Helsinki ook wel gekoppeld aan de avant-garde.
De groep is in 2000 geformeerd in Melbourne en bestond oorspronkelijk uit acht muzikanten, waarvan de meeste meerdere instrumenten kunnen bespelen. In 2006 stapten echter Isobel Knowles en Tara Shackell uit de groep, wegens "creatieve onenigheid". In 2008 verliet ook James Cecil de band, waarna Architecture in Helsinki uit vijf leden bestond.
Architecture in Helsinki treedt over de gehele wereld op. Ze stonden onder meer op Pop Montreal in Canada, Pukkelpop in België, het Off Festival in Polen en Primavera Sound in Barcelona, Spanje.

## Discografie

### Albums
- Fingers Crossed (2003)
- In Case We Die (2005)
- We Died, They Remixed (2006, een remix van de nummers op "In Case we Die" en een nummer van "Fingers Crossed")
- Places Like This (augustus 2007)
- Moment Bends (2011)
- NOW + 4EVA (2014)